# Bystřice (Frýdek-Místek)
Bystřice es una localidad del distrito de Frýdek-Místek, en la región de Moravia-Silesia, República Checa. Tiene una población estimada, a principios del año 2021, de 5373 habitantes.
Está ubicada en el extremo este de la región y del país, a poca distancia al este del nacimiento del río Óder, y cerca de la frontera con Polonia, Eslovaquia y la región de Zlín